# مايكل وولف (ممثل)
مايكل وولف (بالإنجليزية: Michael Wolff)‏ هو عازف بيانو ومغني وعازف الجاز وملحن وممثل أمريكي، ولد في 31 يوليو 1952 في الولايات المتحدة.

## وصلات خارجية
- مايكل وولف على موقع IMDb (الإنجليزية)
- مايكل وولف على موقع ميوزك برينز (الإنجليزية)
- مايكل وولف على موقع أول موفي (الإنجليزية)
- مايكل وولف على موقع ديسكوغز (الإنجليزية)
- مايكل وولف على موقع ديسكوغز (الإنجليزية)
- مايكل وولف على موقع قاعدة بيانات الفيلم (الإنجليزية)